# الضريمى (حبيش)

تعديل مصدري - تعديل

الضريمى محلة تابعة لقرية مخيرعان، التابعة لعزلة بني شبيب بمديرية حبيش إحدى مديريات محافظة إب في الجمهورية اليمنية، بلغ تعداد سكانها 90 حسب تعداد اليمن لعام 2004.